# Bondei jezik
Bondei jezik (ISO 639-3: bou; bonde, kibondei), nigersko-kongoanski jezik kojim govori oko 80 000 ljudi (1987) u planinama Usambara u Tanzaniji. Pripada centralnoj bantu skupini u zoni G, a podklasificiran je podskupini Shambala (G.20).
Leksički mu je najbliži shambala [ksb] 75%. Potiskuje ga swahili [swh].

## Vanjske poveznice
- Ethnologue (14th)
- Ethnologue (15th)